# Bahnhof Meuse TGV
Meuse TGV ist ein Bahnhof in Frankreich, der 2007 an der Neubaustrecke der Hochgeschwindigkeitsverbindung zwischen Paris und Ostfrankreich/Deutschland, der LGV Est européenne, eröffnet wurde. Er befindet sich auf dem Gebiet der Gemeinde Les Trois-Domaines im Département Meuse, bei Streckenkilometer 213 der Schnellfahrstrecke. Der Bahnhof verfügt über zwei Bahnsteiggleise und zwei innenliegende Gleise für die durchfahrenden Züge.

## Anbindung
Der Bahnhof wird täglich von acht TGV-Zugpaaren bedient, davon drei auf dem Weg zwischen Paris und Nancy bzw. Straßburg und je eines zwischen Straßburg und Bordeaux bzw. Rennes (Stand 2024). Die Fahrzeit nach Paris und Straßburg beträgt jeweils etwa eine Stunde, nach Bordeaux fünf Stunden. Der Bahnhof sollte von jährlich 40.000 Reisenden benutzt werden. Mit 90.000 Reisenden im ersten Betriebsjahr sind die Erwartungen weit übertroffen worden. Im Jahr 2022 benutzten nach Angaben der SNCF insgesamt 263.062 Reisende den Bahnhof.
Vom Bahnhof aus gibt es Busverbindungen nach Bar-le-Duc,  Verdun und seit 2010 auch einen Bus nach Commercy, nachdem dessen Anbindung durch den TGV beendet wurde.

## Lage
Der Bahnhof liegt etwa auf halber Strecke zwischen Verdun und Bar-le-Duc, an der – im Gedenken an den Ersten Weltkrieg – sogenannten Voie Sacrée (deutsch Heilige Straße). Er befindet sich in einer sehr wenig besiedelten und strukturschwachen Region; Lokalpolitiker erhoffen durch die schnelle Verbindung nach Paris, Straßburg und Deutschland steigende Touristenzahlen und die Ansiedlung von Unternehmen in der Umgebung des neuen Bahnhofs.

## Architektur
Gemäß einer Forderung des Conseil Général des Départements Meuse ist der Bahnhof aus Holz gebaut worden; dies kann als Unterstreichung der Bedeutung der Forstwirtschaft in dieser Region angesehen werden. Das Bahnhofsgebäude hat eine Fläche von 310 Quadratmetern und ein 40 Meter langes Dach. Das Gebäude wurde 2008 mit dem Brunel Award ausgezeichnet.